# Sea Princess (Schiff, 1998)
Die Sea Princess ist ein ehemals von Princess Cruises betriebenes Kreuzfahrtschiff der Sun-Klasse. Es befand sich von der Indienststellung im Jahr 1998 im Dienst der US-amerikanischen Reederei wurde 2020 verkauft. Heute heißt das Schiff Dream.

## Geschichte
Das Schiff wurde am 28. Mai 1997 bei Fincantieri in Monfalcone auf Kiel gelegt. Am 23. Januar 1998 wurde das Schiff ausgedockt. Am 27. November 1998 wurde das Schiff an Princess Cruises abgeliefert und kam unter der Flagge Liberias mit Heimathafen Monrovia in Fahrt. Lady Caroline McPhail taufte die Sea Princess am 17. Dezember 1998 in Fort Lauderdale, am 19. Dezember 1998 wurde sie in Fort Lauderdale in Dienst gestellt.

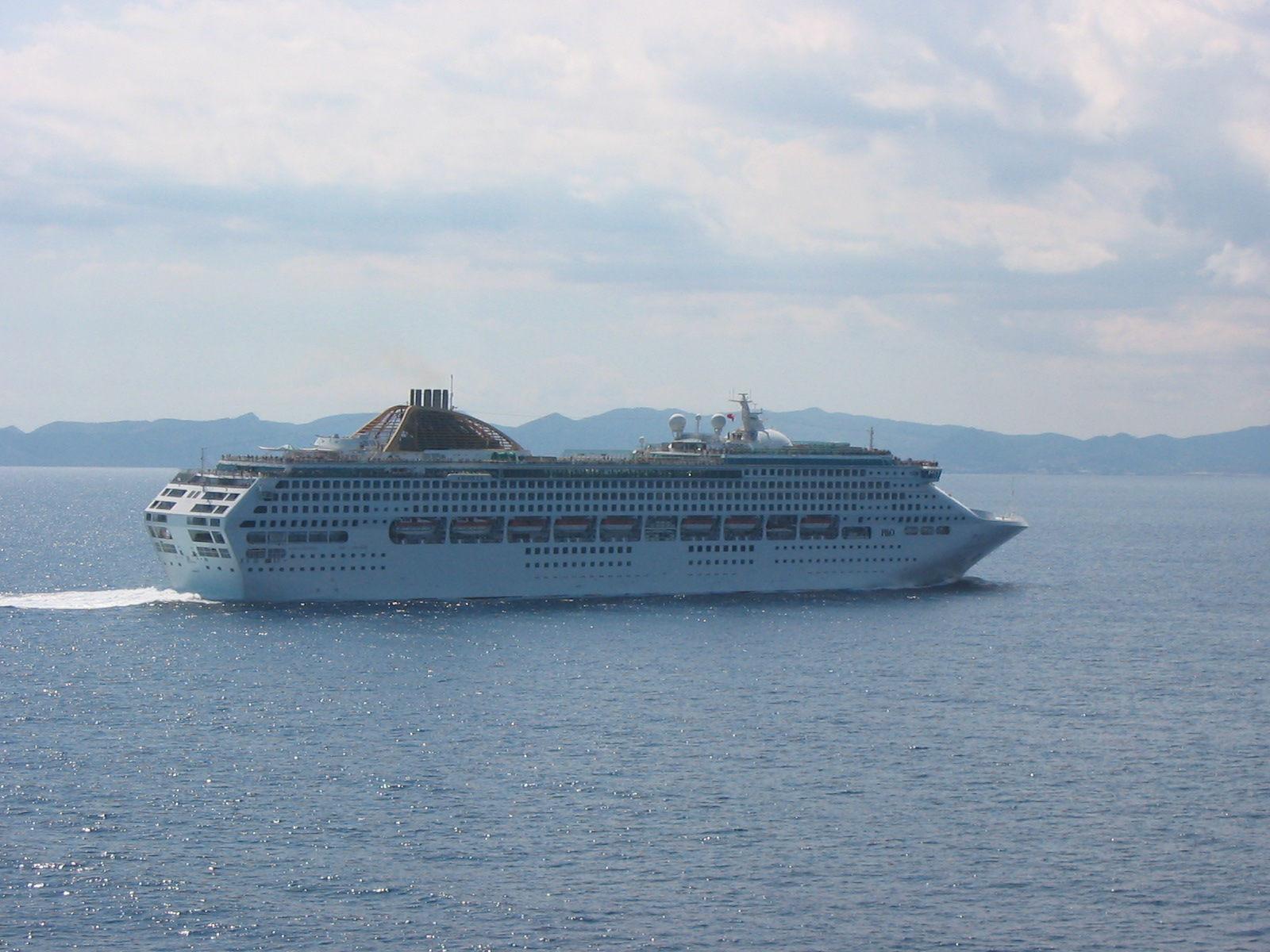
Das Schiff als Adonia

2000 wurde das Schiff an C.P. Shipping Co verkauft und kam unter der Flagge Großbritanniens mit Heimathafen London in Fahrt. Ab 2003 fuhr das Schiff als Adonia für P&O Cruises, ab 2005 fuhr es mit dem neuen Heimathafen Hamilton wieder unter seinem alten Namen für Princess Cruises.
Im November 2018 diente das Schiff gemeinsam mit dem Schwesterschiff Pacific Explorer und der Pacific Jewel in Port Moresby als Hotelschiff des APEC-Gipfels.
Im Zuge der COVID-19-Pandemie verkaufte Princess Cruises das Schiff im Jahr 2020 an ein chinesisches Start-up-Unternehmen. Das Schiff wurde daraufhin in Charming umbenannt.
2022 wurde das Schiff verkauft und anschließend in Dream umbenannt. Nach mehreren Monaten in einer Schiffswerft in Zhoushan nahm es im September 2023 mit Kreuzfahrten zwischen Tianjin, Japan und Südkorea den Dienst für die neu gegründete Tianjin Orient International Cruise Line auf.

## Daten
Das 1998 erbaute Schiff ist rund 261 Meter lang und 57 Meter hoch. Die Besatzungsstärke beträgt 910 Mann. An Bord finden etwa 2.000 Passagiere Platz, die sich auf 1.008 Passagierkabinen aufteilen. Den Passagieren stehen 15 Decks zur Verfügung.

## Zwischenfälle
- 2006, 2014, 2016, sowie zum Jahreswechsel 2017/18 kam es an Bord des Schiffes zu Infektionen mit Humanen Noroviren. Hunderte Passagiere und etliche Besatzungsmitglieder erkrankten, was dem Schiff den Spitznamen Pandemic Princess einbrachte.[8][9][10][11]
- Drei Kanadier, ein Mann (63) und zwei Frauen (22, 28), wurden im August 2016 auf der Sea Princess in Sydney mit 95 kg Kokain im Bordgepäck entdeckt und mussten das Schiff verlassen.[12]